# هاري آدامز (لاعب رماية)
هاري آدامز (بالإنجليزية: Harry Adams)‏ هو لاعب رماية أمريكي، ولد في 1 أكتوبر 1880 في ميدواي في الولايات المتحدة، وتوفي في 16 فبراير 1960 في أوكلاند في الولايات المتحدة.

## وصلات خارجية
- هاري آدامز على موقع الاتحاد الدولي (الإنجليزية)
- هاري آدامز على موقع اللجنة الأولمبية الدولية (الإنجليزية)
- هاري آدامز على موقع أوليمبيديا (الإنجليزية)